# Gasan Jōseki
Gasan Jōseki est un nom japonais traditionnel ; le nom de famille (ou le nom d'école), Gasan, précède donc le prénom (ou le nom d'artiste).
Gasan Jōseki (峨山 韶碩, 1275–23 novembre 1366) est un maître japonais de l'école sōtō du bouddhisme zen. Disciple de Keizan Jokin, parmi ses propres disciples figurent Bassui Tokushō, Taigen Sōshin, Tsūgen Jakurei, Mutan Sokan, Daisetsu Sōrei et Jippō Ryōshū.

## Source de la traduction
- (en) Cet article est partiellement ou en totalité issu de l’article de Wikipédia en anglais intitulé « Gasan Jōseki » (voir la liste des auteurs).